# 11 годин
«11 годин» (кор. 열한시) — південнокорейський фантастичний трилер 2013 режисера Кім Хьон Сока. Головні ролі виконували: Чон Че Йон, Кім Ок Бін, Даніель Чхве і Лі Де Йон. Вийшов у кінотеатрах 28 листопада.

## Сюжет
Недалеке майбутнє. Спільними зусиллями корейські та російські науковці в підводному полігоні намагаються розробити спосіб для подорожей у часі. Геніальний фізик і винахідник Ву Сік всі сили віддає створенню машини часу, йому цей пристрій потрібен для того, щоб знову побачитися зі своєю загиблою дружиною. Керівник проєкту, російський мільярдер, пропонує щедру винагороду за успішні результати, але час спливає, вагомих досягнень немає, тому фінансування скорочують, вчених відкликають додому.
Тоді як російські науковці залишають базу, корейці зволікають. Після виснажливих експериментів науковій команді вдається зробити прорив. Залишилося всього три дні до повернення, вчені здійснюють останню спробу довести користь продовження багаторічних досліджень. Проте у процесі випробувань Ву Сік з колегою Янг Ин ковзають у часі в майбутнє наступного дня та стають свідками того, як рівно в 11 ранку гинуть їх колеги, а база знаходиться на межі знищення. Повернувшись у минуле, Ву Сік намагається запобігти катастрофі, у команди залишаються лічені години, щоб зупинити неминуче, але вони стикаються з невблаганними законами часу.

## Ролі
- Чон Че Йон[en] — Ву Сік, блискучий фізик, головний розробник проєкту подорожі в часі
- Кім Ок Бін[en] — Янг Ин, холоднокровна дівчина-дослідник
- Даніель Чхве — Чі Ван, раціональний фізик, який вірить більше в людей, ніж у технології
- Лі Де Йон[en] — глава Джо
- Пак Чхоль Мін[en] — Пак Янг Сік
- Лі Гон Чжу — Кім Мун Сун
- Сін Да Ин[en] — Намгун Сук
- О Кван Рок[en] — доктор Со

## Музика
- «Will You Still Love Me Tomorrow?» — Керол Кінг

## Критика
Рейтинг фільму на сайті IMDb — 5,6/10.